# Laurent Dufresne
Pour les articles homonymes, voir Dufresne.
Laurent Dufresne, né le 2 mars 1972 à Calais, est un footballeur français qui évoluait au poste d'attaquant.

## Biographie
Après un passage à Calais, Laurent Dufresne fait ses débuts professionnels en Division 1 avec l'US Valenciennes-Anzin lors de la saison 1992-1993. Il fait partie de l'équipe concernée par le scandale VA-OM et descend en Division 2 puis en National 1. Il quitte le club de Valenciennes à l'issue de la saison 1995-1996 alors que la section professionnelle de Valenciennes est abandonnée.
Il rejoint alors Châteauroux où il est sacré champion de D2 à l'issue de sa première saison et retrouve ainsi la première division. La Berrichonne est reléguée à l'issue de la saison 1997-1998 et Dufresne retourne en D2 de 1998 à 2001. 
Il rejoint alors l'AS Nancy-Lorraine où il est sacré champion de Ligue 2 en 2004-2005. Il ne connaît pas la Ligue 1 avec Nancy et retourne à Valenciennes fraîchement promu en Ligue 2. Sous les ordres d'Antoine Kombouaré, Valenciennes remporte le championnat et Dufresne est à nouveau champion de Ligue 2 (pour la troisième fois et avec trois clubs différents). Il retrouve ainsi la Ligue 1 en 2006-2007 et son club se maintient.
De retour à Châteauroux en juillet 2007 pour une dernière saison, il met un terme à sa carrière le 16 mai 2008 à l'occasion d'un match contre Clermont Foot.
En 2009, Dufresne décroche le Brevet d'État d'éducateur sportif 2 spécifique. Il fait désormais partie du staff de l'AC Cambrai.

## Palmarès
- LB Châteauroux
  - Champion de France de Division 2 en 1997

- AS Nancy-Lorraine
  - Champion de France de Ligue 2 en 2005
  - Nommé dans l'équipe type de Ligue 2 en 2004

- Valenciennes FC
  - Champion de France de Ligue 2 en 2006

## Carrière
| Saison                | Club                  | Championnat           | Championnat | Championnat | Coupe nationale | Coupe nationale | Coupe de la Ligue | Coupe de la Ligue | Total | Total |
| Saison                | Club                  | Division              | M.          | B.          | M.              | B.              | M.                | B.                | M.    | B.    |
| 1992-1993             | US Valenciennes-Anzin | Division 1            | 8           | 1           | 2               | 1               | -                 | -                 | 10    | 2     |
| 1993-1994             | US Valenciennes-Anzin | Division 2            | 38          | 8           | 4               | 0               | -                 | -                 | 42    | 8     |
| 1994-1995             | US Valenciennes-Anzin | National 1            | -           | 2           | -               | -               | 2                 | 1                 | 2     | 3     |
| 1995-1996             | US Valenciennes-Anzin | National 1            | -           | 4           | 1               | 1               | 1                 | 1                 | 2     | 6     |
| 1996-1997             | LB Châteauroux        | Division 2            | 42          | 13          | 1               | 0               | 1                 | 0                 | 44    | 13    |
| 1997-1998             | LB Châteauroux        | Division 1            | 31          | 6           | 1               | 0               | 1                 | 0                 | 33    | 6     |
| 1998-1999             | LB Châteauroux        | Division 2            | 27          | 8           | 2               | 1               | 2                 | 1                 | 31    | 10    |
| 1999-2000             | LB Châteauroux        | Division 2            | 26          | 7           | 1               | 0               | 3                 | 0                 | 30    | 7     |
| 2000-2001             | LB Châteauroux        | Division 2            | 32          | 14          | 3               | 1               | 4                 | 1                 | 39    | 16    |
| 2001-2002             | AS Nancy-Lorraine     | Division 2            | 16          | 2           | 3               | 2               | 3                 | 1                 | 22    | 5     |
| 2002-2003             | AS Nancy-Lorraine     | Ligue 2               | 31          | 9           | 3               | 2               | 3                 | 2                 | 37    | 13    |
| 2003-2004             | AS Nancy-Lorraine     | Ligue 2               | 29          | 16          | 3               | 2               | 1                 | 1                 | 33    | 19    |
| 2004-2005             | AS Nancy-Lorraine     | Ligue 2               | 25          | 10          | 2               | 1               | -                 | -                 | 27    | 11    |
| 2005-2006             | Valenciennes FC       | Ligue 2               | 22          | 8           | 1               | 0               | -                 | -                 | 23    | 8     |
| 2006-2007             | Valenciennes FC       | Ligue 1               | 23          | 4           | 2               | 1               | -                 | -                 | 25    | 5     |
| 2007-2008             | LB Châteauroux        | Ligue 2               | 17          | 1           | 1               | 0               | -                 | -                 | 18    | 1     |
| Total sur la carrière | Total sur la carrière | Total sur la carrière | 367         | 113         | 30              | 12              | 21                | 8                 | 418   | 133   |